# Szilva (folyó)
A Szilva (oroszul: Сылва) folyó Oroszország európai részén, a Szverdlovszki területen és a Permi határterületen; eredetileg a Csuszovaja mellékfolyója.
Neve a komi-permjak szil ('(fel/olvad') és va ('víz ') szavakból ered.

## Földrajz
Hossza: 493 km, vízgyűjtő területe: 19 700 km², évi közepes vízhozama (a torkolattól 45 km-re): 139 m³/sec.
A Középső-Urál nyugati oldalán, a Szverdlovszki terület délnyugati részén ered és északnyugati, majd délnyugati irányú, rendkívül kanyargós völgyben folyik. Lejjebb, a Permi határterület délkeleti részén újból északnyugati irányba tart és a Kámán kialakított Kámai-víztározó Csuszovajai-öblébe torkollik. A kámai duzzasztómű visszaduzzasztó hatása a Szilva alsó szakaszán hosszan (kb. Szerga településig) érvényesül. 
Kis esésű, gyenge sodrású folyó, sok kis szigetet, zátonyokat alkot. Eső- és főként hóolvadékvíz táplálja. Október végétől, november elejétől április második feléig befagy. A torkolattól 74 km-ig hajózható. 
Vízgyűjtő területén gyakori a karsztos vidék, itt található a híres Kunguri-barlang is. 
Jelentősebb mellékfolyói
- balról az Ireny (214 km) és a Babka (162 km),
- jobbról a Barda (209 km) és a Sakva (167 km).

A Szilva partjának legjelentősebb települése az Ireny torkolatánál fekvő Kungur (kb. 66 000 fő, 2010-ben). Város, járási székhely, vasúti és közúti csomópont.